# Aetheorhiza
Aetheorhiza – rodzaj roślin z rodziny astrowatych (Asteraceae). Jest to takson monotypowy z gatunkiem Aetheorhiza bulbosa (L.) Cass. występujący w obszarze śródziemnomorskim. 

## Systematyka
Pozycja według APweb (aktualizowany system APG III z 2009)
Rodzaj z rodziny astrowatych (Asteraceae) należącej do rzędu astrowców reprezentującego dwuliścienne właściwe. W obrębie rodziny reprezentuje plemię Cichorieae z podrodziny Cichorioideae.